# Calicnemis bercedoi
Calicnemis bercedoi är en skalbaggsart som beskrevs av Lopez-colon 2004. Calicnemis bercedoi ingår i släktet Calicnemis och familjen Dynastidae. Inga underarter finns listade.